# Rahel Jaeggi
Rahel Jaeggi, född 19 juli 1967 i Bern, är en tysk filosof och författare. Hon är sedan 2009 professor i praktisk filosofi och socialfilosofi vid Humboldt-Universität i Berlin.

## Biografi
Rahel Jaeggi är dotter till sociologen Urs Jaeggi (1931–2021) och psykoanalytikern Eva Jaeggi (född 1934). Rahel Jaeggi avlade 2002 doktorsexamen med avhandlingen Freiheit und Indifferenz – Versuch einer Rekonstruktion des Entfremdungsbegriffs. Hennes habilitation ägde rum 2009 och senare samma år tillträdde hon professuren i praktisk filosofi och socialfilosofi vid Humboldt-Universität i Berlin.